# Nunatak Bajdukova
Nunatak Bajdukova är en nunatak i Antarktis. Den ligger i Västantarktis. Argentina och Storbritannien gör anspråk på området. Toppen på Nunatak Bajdukova är 785 meter över havet.
Terrängen runt Nunatak Bajdukova är kuperad västerut, men österut är den platt. Trakten är obefolkad. Det finns inga samhällen i närheten.